# 35th Anniversary Great American Songbook
35th Anniversary Great American Songbook è un video concerto del gruppo vocale statunitense The Manhattan Transfer pubblicato nel 2008 dalla Time Life Entertainment.

## Il video
Il DVD fu realizzato nel 2008 per festeggiare i 35 anni di carriera dei Manhattan Transfer come parte di una collezione di dieci produzioni della Time Life dedicate ai grandi compositori americani e contiene una esibizione registrata negli studi Hanson di Los Angeles in cui il quartetto è accompagnato dal solo pianista Yaron Gershovsky. Il repertorio è scelto tra alcuni dei più significativi standard interpretati dal quartetto vocale nella sua lunga carriera.
Route 66 fu incisa dai Manhattan Transfer nel 1981 per la colonna sonora del film Pelle di sbirro con Burt Reynolds. La canzone fu pubblicata anche su un 45 giri che raggiunse la posizione 78 nella Hot 100 di Billboard nel 1982. In una versione dal vivo fu poi inserita nell'album Bop Doo-Wopp del 1984. Per la loro versione di Route 66 i Manhattan Transfer vinsero all'epoca il loro quarto Grammy Award per la miglior interpretazione jazz vocale di gruppo o in duo.
A Nightingale Sang in Berkeley Square, canzone inglese resa popolare nel 1941 per il suo utilizzo nel film di Fritz Lang Duello mortale, proviene da Mecca for Moderns e fu per anni uno dei brani più noti del gruppo. Con l'arrangiamento a cappella di Gene Puerling, vinse un Grammy Award per il miglior arrangiamento vocale nel 1981.
Embraceable You è un classico di George Gershwin che i Manhattan Transfer incisero per l'album Vibrate nel 2004, mentre On the Sunny Side of the Street è uno standard che non è mai apparso in un album del gruppo che però la incise nel 1992 per la colonna sonora del film Ragazze vincenti con Madonna.
Someone to Watch Over Me di Gershwin è l'unico brano inedito per i Manhattan Transfer che la scelsero come significativo esempio del grande patrimonio musicale rappresentato dal cosiddetto Great American Songbook.
Il video, distribuito anche in Blu-ray, contiene anche una lunga intervista ai membri del quartetto che ripercorrono la loro carriera e l'influenza che su di loro hanno avuto i grandi compositori americani.

## Contenuti
- Esibizione dal vivo in studio

1. Route 66 - (Bobby Troup)
2. Embraceable You - (George Gershwin, Ira Gershwin)
3. On the Sunny Side of the Street - (Jimmy McHugh, Dorothy Fields)
4. Someone to Watch Over Me - (George Gershwin, Ira Gershwin)
5. A Nightingale Sang in Berkeley Square - (Eric Maschwitz, Manning Sherwin)

- Intervista con il gruppo
- Galleria fotografica

## Formazione
- The Manhattan Transfer - voce
  - Cheryl Bentyne
  - Tim Hauser
  - Alan Paul
  - Janis Siegel
- Yaron Gershovsky - pianoforte

## Edizioni
- 2006 – DVD, Time Life Entertainment UPC 610583356298